# Paracolletinae
Paracolletinae is een onderfamilie van vliesvleugelige insecten in de familie Colletidae.